# Latarnia morska Ainaži
Latarnia morska Ainaži jest położona w miejscowości Ainaži na Łotwie nad Zatoką Ryską, części Bałtyku. Została zbudowana w 1930 roku. W czasie II wojny światowej port Ainaži został zbombardowany przez niemieckie lotnictwo i tym samym latarnia straciła znaczenie. Po wojnie odbudowano wioskę i budowla wróciła do swej funkcji. Latarnie morską przebudowano, a w latach 90. odnowiono. Obecnie latarnia morska jest atrakcją turystyczną miejscowości.